# Ernő Gerő
Dans le nom hongrois Gerő Ernő, le nom de famille précède le prénom, mais cet article utilise l’ordre habituel en français Ernő Gerő, où le prénom précède le nom.
Ernő Gerő, né Singer Ernő le 8 juillet 1898 à Terbegec dans le Royaume de Hongrie (aujourd’hui Trebušovce, en Slovaquie), et mort le 12 mars 1980 à Budapest, est un dirigeant du Parti des travailleurs hongrois dans la période qui a suivi la Seconde Guerre mondiale. Il est brièvement premier secrétaire du parti pendant l'insurrection de Budapest en 1956.

## Biographie
Gerő est né à Trebušovce, (aujourd'hui en Slovaquie), de parents juifs, mais il répudie très jeune ses racines religieuses. En août 1919, il se réfugie en Union soviétique après l'échec du gouvernement communiste de Béla Kun. Il devient un agent actif du KGB et du Komintern. Il combat également en Espagne pendant la guerre civile espagnole.
Ernő Gerő est membre du Haut Conseil national de Hongrie (gouvernement provisoire) du 26 janvier au 11 mai 1945.
Aux élections de novembre, le Parti communiste hongrois obtient 17 % des voix, contre 57 % au Parti des petits propriétaires, mais le maréchal Vorochilov qui commande en chef en Hongrie impose un gouvernement de coalition en plaçant des communistes aux postes clés. Après un simulacre d'élection, les communistes prennent le contrôle du pays en 1949 et Mátyás Rákosi y cumule les fonctions de premier ministre et de secrétaire général du Parti. Ernő Gerő et Mihály Farkas sont ses principaux collaborateurs.

### Années espagnoles
Gerő est envoyé en Espagne plusieurs années avant la guerre civile. Sa présence reflète l'implication soviétique dans la direction du communisme espagnol, à la fois par le NKVD et le Komintern, que Moscou utilise pour contrôler le mouvement international. Le Parti communiste d'Espagne (PCE) était le parti du Komintern en Espagne. Gerő, qui parle couramment le catalan (où il est connu sous le nom de « Pedro »), passe les deux premières années de la guerre à diriger dans les coulisses la filiale catalane du PCE, le Parti socialiste unifié de Catalogne (PSUC) .
Ernő Gerő est vraisemblablement l’un des agents staliniens qui sont à l’origine de la propagande mensongère selon laquelle les Journées de mai 1937 à Barcelone ont été un « putsch » de la part de secteurs de l’anarcho-syndicalisme soutenus par les communistes du Parti ouvrier d'unification marxiste (POUM) et non une provocation instiguée par les staliniens eux-mêmes.
Ernő Gerő n’est pas seulement le leader politique dans l’ombre du stalinisme en Catalogne, il est également le chef du NKVD à Barcelone. En juillet 1937, dans la dynamique contre-révolutionnaire qu’ont déclenchée les Journées de mai, il s’occupe de l’enlèvement et de l’assassinat d’Erwin Wolf, ex secrétaire de Trotski, qui depuis mai de cette année là était à Barcelone en tant que correspondant du journal anglais Spanish News. Sa participation personnelle à l’assassinat d’Andreu Nin n'est pas attestée.
Selon Frédéric Charpier, il est également responsable du renvoi à Moscou en août 1937 de Vladimir Antonov-Ovseïenko qu’il suspecte de complaisance envers les opposants de gauche. Ce dernier est arrêté le 12 octobre 1937 durant les Grandes Purges, condamné à mort pour « activité terroriste » par le Collège militaire de la Cour suprême de l'URSS le 8 février 1938 et fusillé le 10 février à Kommounarka, près de Moscou.

### Moscou et retour en Hongrie
Après la guerre civile espagnole Ernő Gerő rejoint l’URSS. A Moscou, il habite dans le célèbre Hôtel Lux, accompagné d’autres fonctionnaires étrangers du stalinisme, dont le Hongrois Mihály Farkas et l’Espagnol Santiago Carrillo. Après la fin de la Seconde Guerre mondiale, il rentre en Hongrie suivant l’armée soviétique.
Il demeure un cadre stalinien de première ligne du Parti hongrois des travailleurs (PTH), né de la fusion du Parti communiste hongrois et du Parti social-démocrate. Il forme un tandem avec Mátyás Rákosi, avec lequel il occupe les postes dans les corps répressifs pour réprimer et éliminer leurs « alliés ».
L'autorité de Rákosi est contestée en 1953 à la mort de Staline, et l'Union soviétique impose Imre Nagy comme Premier ministre. Cependant Rákosi conserve son poste de Secrétaire général jusqu'au rapport secret de Nikita Khrouchtchev dénonçant le stalinisme. Rákosi est forcé de quitter ses fonctions le 18 juillet 1956 après avoir fait son autocritique, mais reste en mesure de désigner Gerő pour lui succéder à la tête du parti.
Lors du déclenchement le 23 octobre 1956 de l'insurrection de Budapest Gerő adopte une ligne dure et fait appel au Parti communiste soviétique. Anastase Mikoïan et Mikhaïl Souslov se rendent à Budapest le 24 octobre 1956 - au cours de la première intervention militaire soviétique - pour évaluer la situation. Les envoyés soviétiques forcent Gerő à démissionner le lendemain, et à se réfugier en Union soviétique. Après l'écrasement de la révolution, le régime plus modéré János Kádár s'oppose à son retour et ce n'est qu'en 1960 que Gerő est autorisé à rentrer d'exil. Il est cependant exclu du Parti communiste. Il a travaillé comme traducteur occasionnel à Budapest durant sa retraite.